# Neonova krstilnica
Neonova krstilnica (italijansko Battistero Neoniano) je rimska verska stavba v Raveni v severovzhodni Italiji. Najstarejši spomenik, ki je ostal v mestu, je bil delno postavljen na mestu kaldarija rimskih term. Imenuje se tudi ortodoksna (pravoverna) krstilnica, da se razlikuje od arijanske krstilnice, ki je bila zgrajena po naročilu ostrogotskega kralja Teoderika približno 50 let pozneje.
Krstilnica je ena od osmih stavb v Raveni, ki so vpisane kot Unescov seznam svetovne dediščine. Po oceni ICOMOS-a te dediščine je »to najboljši in najpopolnejši ohranjeni primer zgodnjekrščanske krstilnice«, ki »ohranja fluidnost v predstavitvi človeške figure, ki izhaja iz grško-rimske umetnosti«.

## Zgodovina
Osmerokotno opečnato stavbo je v času poznega Zahodnega rimskega cesarstva postavil škof Ursus ob koncu 4. ali v začetku 5. stoletja kot del svoje velike bazilike (uničene leta 1734). Krstilnico je dokončal škof Neon ob koncu 5. stoletja, takrat so dodali mozaične dekoracije.

## Arhitektura in okras
Prvotna tla so zdaj približno 3 metre pod nivojem zemlje, tako da pravilne strukture in obsega stavbe ni več mogoče videti. Osmerokotna zasnova stavbe, uporabljena v skoraj vseh zgodnjekrščanskih krstilnicah, simbolizira sedem dni v tednu ter dan vstajenja in večnega življenja.
Stropni mozaik prikazuje Jezusa (upodobljen z brado), ki stoji sredi zelene reke Jordan, Janez Krstnik, oblečen v krzno, drži križ in z drugo roko polije Jezusovo glavo. Figura v vodi na desni strani je personifikacija rek Jordan. Svetlejši deli (vključno z glavama Kristusa in Janeza; izlivanje krstne vode iz sklede) so bili v nekaterih primerih med obnovami sredi 19. stoletja močno spremenjeni: prvotno je bil Kristus golobrad in krst je bil opravljen s polaganjem roke na Kristusovo glavo.
Okoli medaljona kupole sta dva koncentrična friza. Notranjo tvori dvanajst apostolov s Petrom in Pavlom na čelu. Osem nišnih struktur tvori zunanji obroč: štirje oltarji z evangelijskimi knjigami in štiri etimasije med njimi (prazni prestoli). Verjetno gre za simbolično predstavitev nebeškega Jeruzalema, kjer Kristus sedi na svojem prestolu kot sodnik, izvoljeni pa so nagrajeni s mestom blizu Božje Besede, tako da je spet osrednja tema odrešenje.
Stene za oboki so okrašene z izmeničnimi marmornimi vložki. Nad tem je okenska cona, ki je obrnjena z razporeditvijo stebrov. Med stebri so vkopane niše z velikimi štukaturnimi reliefi, originalno obarvanimi.
V središču krstilnice je osmerokotni krstilni kamen iz grškega marmorja in škrlatnega kamna (13. stoletje). Leta 1500 je bila obnovljena, vendar je nekaj originalnih fragmentov ostalo. Ambon, izklesan iz enega samega marmornega bloka, na katerega je duhovnik splezal, da bi podelil krst, je iz 5. stoletja.

## Galerija
- Stropni mozaik
- Svotlobno nadstropje
- Krstilnik
- Detajl stropnega mozaika